# 紀の川漬
紀の川漬（きのかわづけ）とは、和歌山だいこんの漬物である。

## 概要
昭和37年発売。
和歌山だいこんを塩度4%前後で干して漬けた、新漬沢庵・早漬沢庵で、低塩漬物のはしりである。一般的な沢庵は塩度8%前後。
原材料の大根は和歌山だいこんという品種で、大根のルーツと言われる白上がり京大根の系統と言われている。白上がり京大根が、大阪・天満へ、そして和歌山・紀の川河口流域へと伝わったとされる。白上がり京大根は江戸中期にはあったとされ、明治年間には沢庵漬に向く品種として加工されていたとある。ただ、現在の紀の川漬のようなものは昭和初期に製造され、低塩の加工がなされたのは昭和30年半ばである。

## 商標登録
和歌山の漬物メーカーである株式会社河島本家が、第4019355号「紀の川漬」の商標登録をしている。